# 守谷消防署
守谷消防署（もりやしょうぼうしょ）は、茨城県守谷市御所ケ丘四丁目にある消防署である。常総地方広域市町村圏事務組合(常総広域消防本部（消防組合）)に属する。管轄区域は守谷市北部で、現在地に建設された当初の住所は立沢1646番地2。また、出張所として守谷市南部を管轄する南守谷出張所（みなみもりやしゅっちょうじょ）がある。

## 概要
常総地方広域市町村圏事務組合(常総広域消防本部)に属し、守谷市を管轄する消防署である。市北部は守谷消防署直轄で、南部は南守谷出張所管轄となる。

### 守谷消防署
- 住所：守谷市御所ケ丘四丁目1番地2
- 管轄区域:守谷市北部

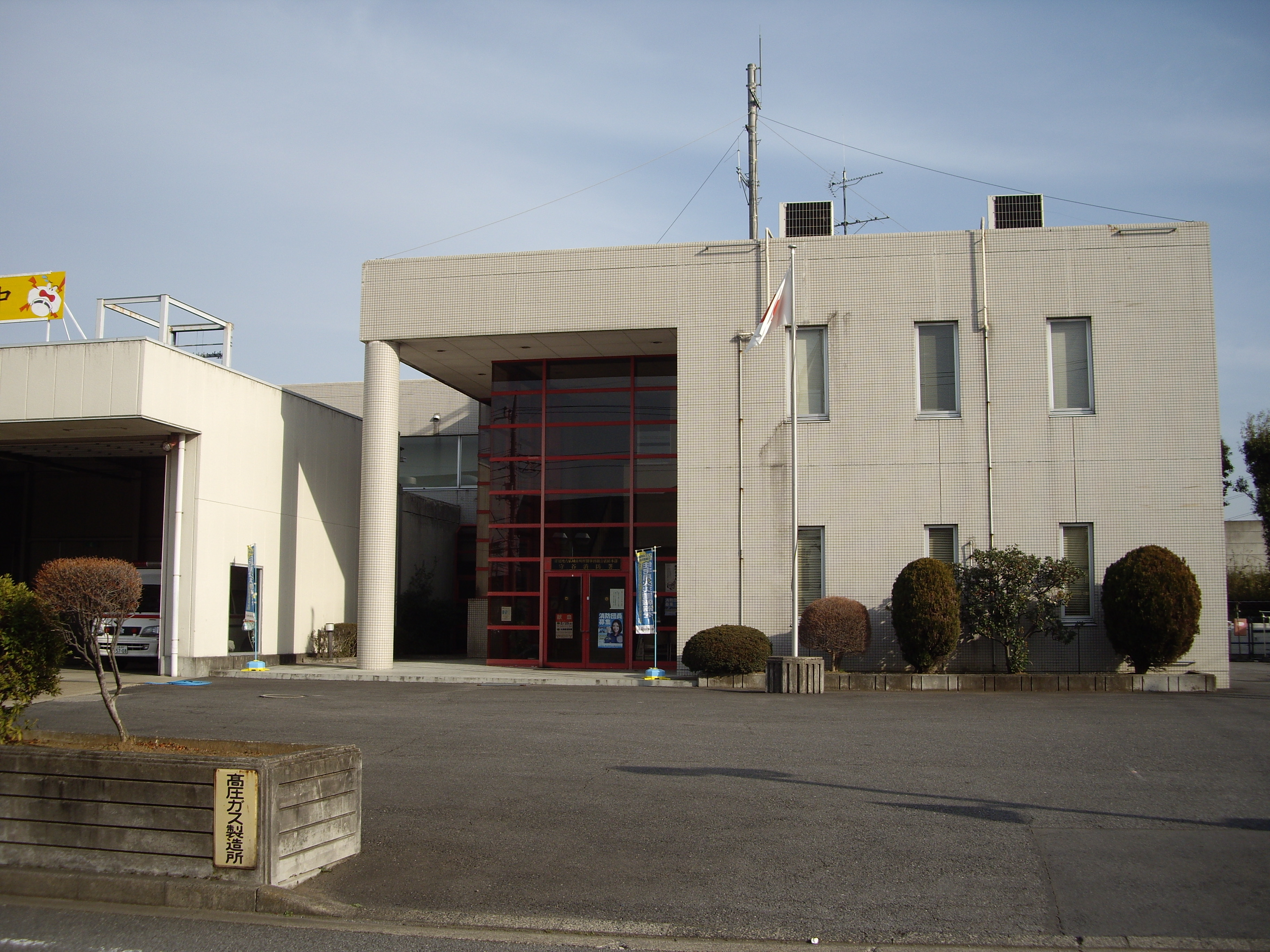
守谷消防署

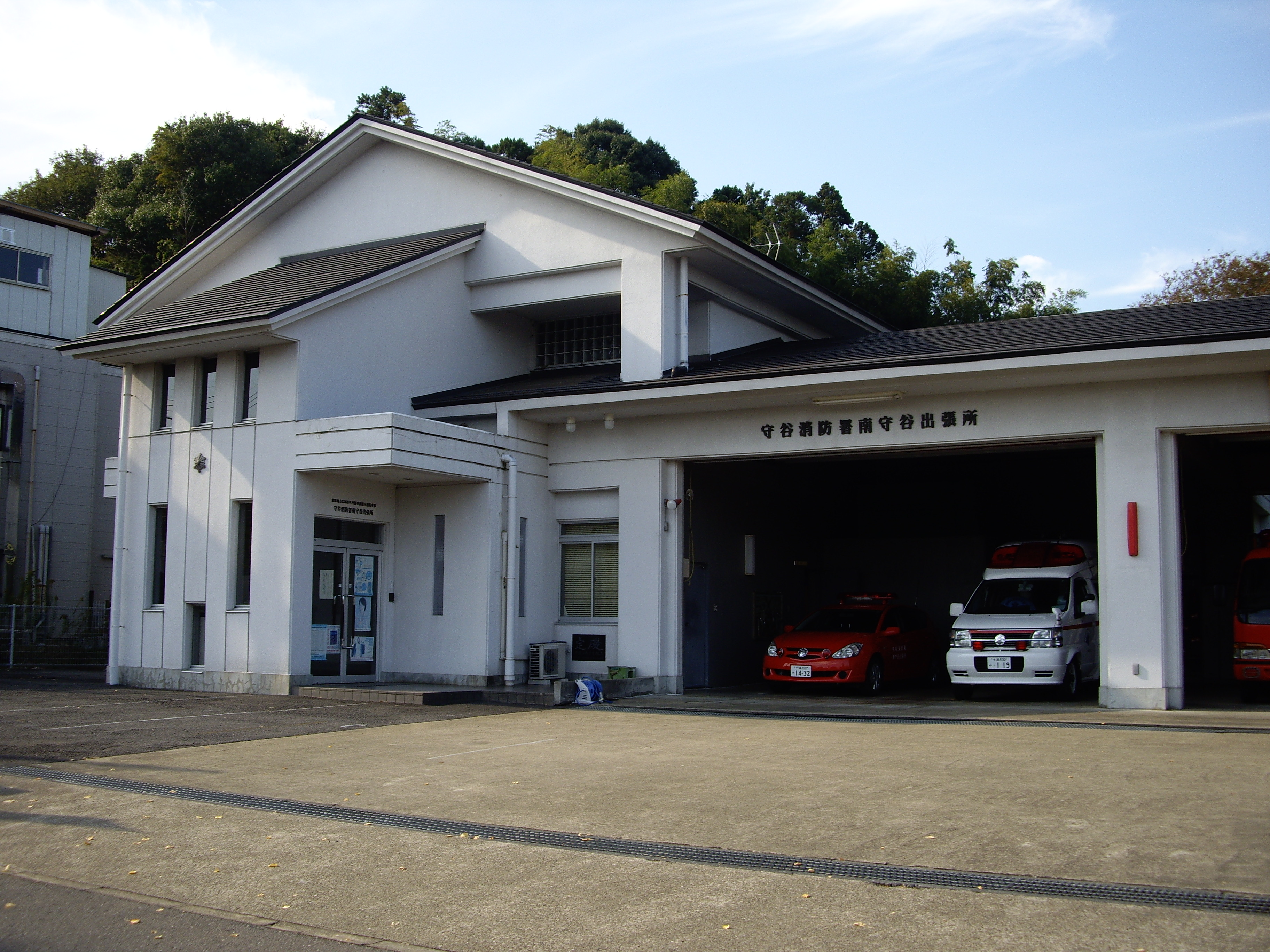
守谷消防署南守谷出張所

- 主力機械（2008年（平成20年）4月1日現在）
  - 普通消防ポンプ自動車：1
  - 水槽付消防ポンプ自動車：1
  - はしご付き消防自動車：1
  - 高規格救急車:1
  - 広報車:1
  - 水難救助活動車:1
  - 救助工作車：1

### 南守谷出張所
- 住所：守谷市みずき野一丁目16番地1
- 管轄区域：守谷市南部
- 主力機械（2008年（平成20年）4月1日現在）
  - 水槽付消防ポンプ自動車：1
  - 指揮車：1
  - 高規格救急車:1
  - 広報車:1